# PlatformIO
PlatformIO és una eina multiplataforma i multiarquitectura per escriure programari per a sistemes encastats.
L'objectiu de PlatformIO és facilitar el desenvolupament de diversos sistemes integrats. Normalment, cada plataforma utilitza el seu propi IDE i eines separades, que s'agrupen aquí.
PlatformIO es pot utilitzar autònom, com a programa de línia d'ordres (PlatformIO Core) o com a part d'un IDE.
S'admeten molts IDE i editors diferents, com ara Atom, Eclipse, Emacs, NetBeans, Vim i Visual Studio. Tanmateix, l'IDE preferit és Visual Studio Code, que també s'anomena PlatformIO IDE juntament amb l'extensió.
L'IDE PlatformIO s'utilitza sovint com a alternativa a l'IDE d'Arduino.
S'admeten diverses plataformes diferents per a microcontroladors i FPGA com Atmel AVR, ESP8266, ESP32, MCS-51, Lattice iCE40, PIC32, nRF51, RP2040, STM8, STM32, TI MSP430 i Teensy. Ja existeixen configuracions corresponents per a més d'un miler de taulers.
Depenent de la plataforma, s'utilitzen com a marc subjacent els SDK propis o multiplataforma del fabricant, com ara el marc Arduino.
A més, les biblioteques de programari per a l'aplicació també es poden obtenir directament des de l'IDE. Per a això es pot utilitzar la gestió integrada de paquets.